# Медвежьи озёра (группа озёр)
Медве́жьи озёра — группа из соединённых протоками трёх озёр в Щёлковском районе Московской области, в 12 км к северо-востоку от Москвы. Два небольших озера, общей площадью 0,12 км² и одно более крупное, площадью 0,4 км². Озеро Большое Медвежье соединено каналом и речкой Малашкой с рекой Пехоркой (левым притоком Москвы-реки) и находится в 2,5 км к западу от села Большие Жеребцы. С запада от озёр проходит Щелковское шоссе, а с востока к ним примыкает хвойный лес. На восточном берегу Большого Медвежьего озера находится одно из кладбищ Щёлковского района.
Из-за близости к Москве это очень популярная зона отдыха.
Озёра также дали название деревне Медвежьи Озёра, располагающейся к западу от них, а также муниципальному образованию — сельскому поселению Медвежье-Озёрское.